# Liste von Zeitreiseromanen

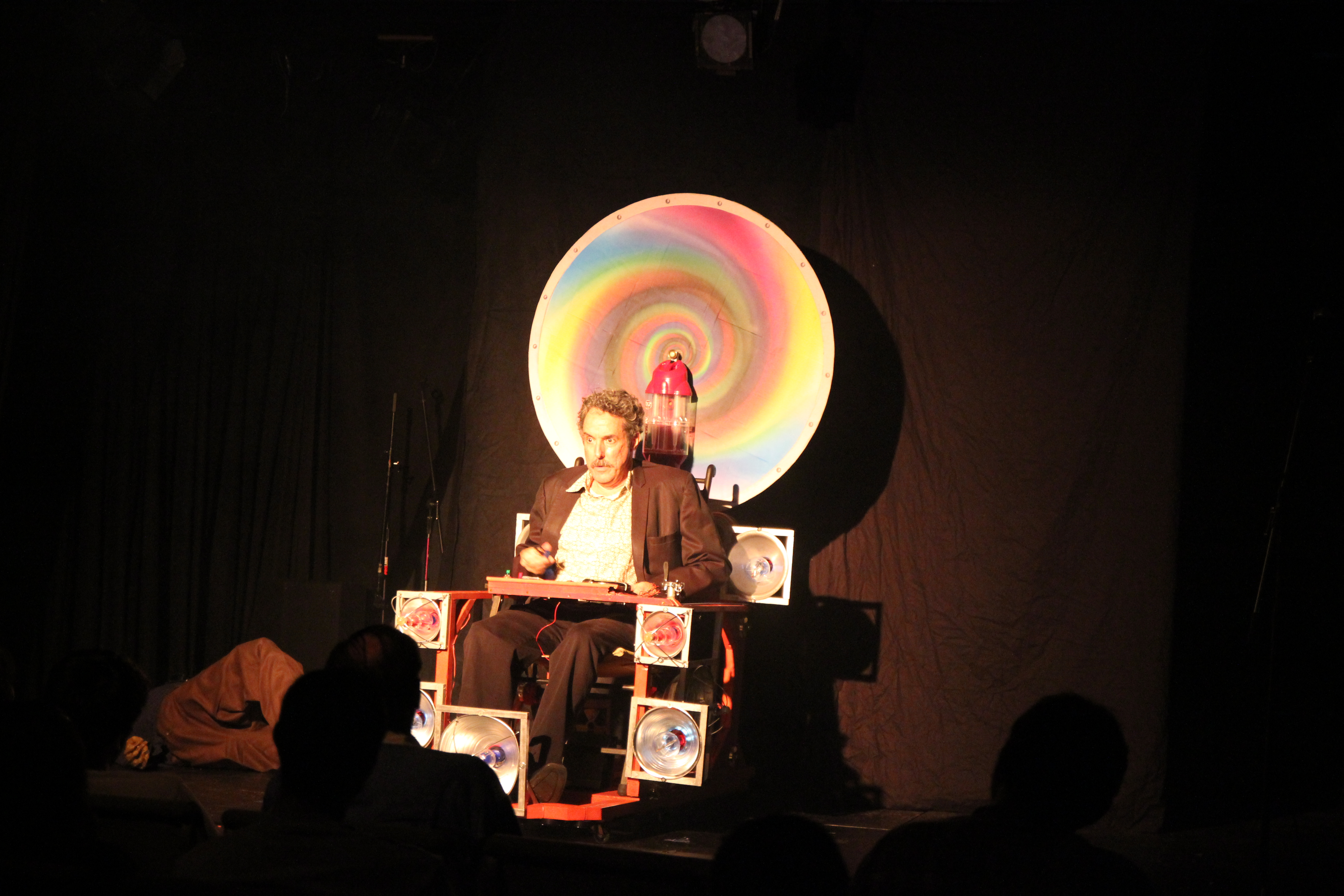
Ron Lynch in einer Zeitreisemaschine, Comedy-Show „Tomorrow“, 2011

Diese (unvollständige) Liste umfasst Romane, die im weitgefassten Sinn das Konzept der Zeitreise verwenden. So können die Zeitreisen durch hypothetische technische Mittel, unerklärliche Naturereignisse, das Eingreifen höherer Mächte oder auch einfach durch das Durchschlafen der Jahrhunderte erfolgen. Einige Romane integrieren das Großvaterparadoxon, andere präsentieren Zeitlinien mit fantasievoll abgekoppelten Kausalketten.
Die erste Zeitreise mit technischen Mitteln, also einer Zeitmaschine, wurde von Edward Page Mitchell in seiner 1881 erschienenen und hier auch aufgeführten Kurzgeschichte The Clock That Went Backward geschildert; die erste Zeitreise mit einer Zeitmaschine in die Zukunft beschrieb H. G. Wells 1895 in dem Roman The Time Machine.

## Liste der Titel
| Jahr       | Titel                                                                                           | Autor                                                                         |
| ---------- | ----------------------------------------------------------------------------------------------- | ----------------------------------------------------------------------------- |
| 1733       | Memoirs of the Twentieth Century                                                                | Samuel Madden                                                                 |
| 1771       | Das Jahr 2440: ein Traum aller Träume                                                           | Louis-Sébastien Mercier                                                       |
| 1781       | Anno 7603                                                                                       | Johan Herman Wessel                                                           |
| 1819       | Rip Van Winkle                                                                                  | Washington Irving                                                             |
| 1881       | The Clock That Went Backward                                                                    | Edward Page Mitchell                                                          |
| 1887       | El Anacronópete (engl.: Time Ship: A Chrononautical Journey)                                    | Enrique Gaspar y Rimbau                                                       |
| 1888       | Ein Rückblick aus dem Jahre 2000 auf das Jahr 1887                                              | Edward Bellamy                                                                |
| 1888       | A Dream of John Ball                                                                            | William Morris                                                                |
| 1888       | The Chronic Argonauts (dt.: Die Argonauten der vierten Dimension)                               | H. G. Wells                                                                   |
| 1889       | Ein Yankee am Hofe des Königs Artus                                                             | Mark Twain                                                                    |
| 1890       | Kunde von Nirgendwo                                                                             | William Morris                                                                |
| 1891       | Tourmalin’s Time Cheques                                                                        | Thomas A. Gutherie                                                            |
| 1892       | Golf in the Year 2000                                                                           | J. McCullough                                                                 |
| 1895       | Die Zeitmaschine                                                                                | H. G. Wells                                                                   |
| 1899       | Wenn der Schläfer erwacht                                                                       | H. G. Wells                                                                   |
| 1906       | The Story of the Amulet                                                                         | Edith Nesbit                                                                  |
| 1907       | Le meraviglie del Duemila                                                                       | Emilio Salgari                                                                |
| 1908       | Pierre Maurignacs Abenteuer (auch: Das Zeitfahrrad)                                             | Carl Grunert                                                                  |
| 1914       | Die wiedergefundene Zeitmaschine                                                                | Wilhelm Bastiné                                                               |
| 1928       | Armageddon 2419 A.D.                                                                            | Philip Francis Nowlan                                                         |
| 1919       | Enoch Soames                                                                                    | Max Beerbohm                                                                  |
| 1933       | Der Jahrtausendschläfer                                                                         | Laurence Manning                                                              |
| 1933/1984  | Verirrt in den Zeiten                                                                           | Oswald Levett                                                                 |
| 1936       | Burnt Norton                                                                                    | T. S. Eliot                                                                   |
| 1938/1952  | The Legion of Time                                                                              | Jack Williamson                                                               |
| 1939       | Lest Darkness Fall                                                                              | L. Sprague de Camp                                                            |
| 1941       | Lé Decret                                                                                       | Marcel Aymé                                                                   |
| 1941       | By His Bootstraps                                                                               | Robert A. Heinlein                                                            |
| 1941       | I Killed Hitler                                                                                 | Ralph Milne Farley                                                            |
| 1941       | Captain Future: The Lost World of Time (dt.: Captain Future: Im Zeitstrom verschollen)          | Edmond Hamilton                                                               |
| 1944       | Future Times Three                                                                              | René Barjavel                                                                 |
| 1946       | Vintage Season                                                                                  | Lawrence O’Donnell (Gemeinschaftspseudonym von C. L. Moore und Henry Kuttner) |
| 1946       | Die Reise mit der Zeitmaschine (auch: Die wiedergefundene Zeitmaschine)                         | Egon Friedell                                                                 |
| 1950       | Pebble in the Sky                                                                               | Isaac Asimov                                                                  |
| 1951       | The Gauntlet                                                                                    | Ronald Welch                                                                  |
| 1953       | Bring the Jubilee                                                                               | Ward Moore                                                                    |
| 1954       | Experiment                                                                                      | Fredric Brown                                                                 |
| 1955       | The End of Eternity                                                                             | Isaac Asimov                                                                  |
| 1955– 1995 | Time Patrol                                                                                     | Poul Anderson                                                                 |
| 1956       | Extempore                                                                                       | Damon Knight                                                                  |
| 1956       | The Stars My Destination                                                                        | Alfred Bester                                                                 |
| 1957       | Wythnos yng Nghymru Fydd (A Week in the Wales of the Future)                                    | Islwyn Ffowc Elis                                                             |
| 1957       | Die Tür in den Sommer                                                                           | Robert A. Heinlein                                                            |
| 1957       | The Last Word                                                                                   | Damon Knight                                                                  |
| 1957       | Twice in Time                                                                                   | Manly Wade Wellman                                                            |
| 1957       | Soldier from Tomorrow                                                                           | Harlan Ellison                                                                |
| 1958       | The Men Who Murdered Mohammed                                                                   | Alfred Bester                                                                 |
| 1958       | Time Traders (dt.: Operation Vergangenheit)                                                     | Andre Norton                                                                  |
| 1958       | Als die Uhr dreizehn schlug                                                                     | Philippa Pearce                                                               |
| 1959       | All You Zombies                                                                                 | Robert A. Heinlein                                                            |
| 1959       | Teepetepee oder Die Wunderzeit                                                                  | Gerhard Hardel                                                                |
| 1960       | The Weirdstone of Brisingamen                                                                   | Alan Garner                                                                   |
| 1961       | Danny Dunn, Time Traveler                                                                       | Raymond Abrashkin und Jay Williams                                            |
| 1961       | Die Spur durch Zeit und Raum, Band 15 der Sci-Fi-Serie Perry Rhodan                             | Clark Darlton                                                                 |
| 1961       | Der König und der Puppenmacher                                                                  | Wolfgang Jeschke                                                              |
| 1962       | Die Zeitfalte                                                                                   | Madeleine L’Engle                                                             |
| 1962       | Der aufgeweckte Siebenschläfer                                                                  | Adalbert Seipolt                                                              |
| 1962       | The Defiant Agents (dt.: Schiffbruch der Zeitagenten)                                           | Andre Norton                                                                  |
| 1964       | Farnham’s Freehold                                                                              | Robert A. Heinlein                                                            |
| 1964       | Time Tunnel (dt.: Tunnel in die Vergangenheit)                                                  | Murray Leinster                                                               |
| 1965       | Die blauen Blumen                                                                               | Raymond Queneau                                                               |
| 1966       | Now Wait for Last Year                                                                          | Philip K. Dick                                                                |
| 1966       | Sind Sie auch so gut versichert?                                                                | Robin S. Scott                                                                |
| 1966       | Lord Kalvan of Otherwhen                                                                        | H. Beam Piper                                                                 |
| 1967       | The Girl Who Leapt Through Time                                                                 | Yasutaka Tsutsui                                                              |
| 1967       | Jessamy                                                                                         | Barbara Sleigh                                                                |
| 1967       | The Technicolor Time Machine (dt.: Zeitreise in Technicolor)                                    | Harry Harrison                                                                |
| 1968       | Hawksbill Station                                                                               | Robert Silverberg                                                             |
| 1969       | Frysepunktet (dt.: Brunos tiefgekühlte Tage)                                                    | Anders Bodelsen                                                               |
| 1969       | Schlachthof 5 oder Der Kinderkreuzzug                                                           | Kurt Vonnegut                                                                 |
| 1969       | Behold the Man                                                                                  | Michael Moorcock                                                              |
| 1969       | Charlotte Sometimes                                                                             | Penelope Farmer                                                               |
| 1969       | Up the Line                                                                                     | Robert Silverberg                                                             |
| 1969       | The House on the Strand                                                                         | Daphne du Maurier                                                             |
| 1969       | Times Without Number (dt.: Im Chaos der Zeit)                                                   | John Brunner                                                                  |
| 1970       | Time and Again (dt.: Das andere Ufer der Zeit)                                                  | Jack Finney                                                                   |
| 1970       | The Year of the Quiet Sun (dt.: Das Jahr der stillen Sonne)                                     | Wilson Tucker                                                                 |
| 1970       | Indoctrinaire (dt.: Zurück in die Zukunft)                                                      | Christopher Priest                                                            |
| 1971       | The Dancer from Atlantis (dt.: Die Tänzerin von Atlantis)                                       | Poul Anderson                                                                 |
| 1971       | Sterntagebücher (Zwanzigste Reise)                                                              | Stanislaw Lem                                                                 |
| 1971       | The Tsaddik of the Seven Wonders (dt.: Der Zadik der sieben Wunder)                             | Isidore Haiblum                                                               |
| 1971       | Space for Hire (dt.: Der Zeitagent)                                                             | William F. Nolan                                                              |
| 1972       | Time’s Last Gift (dt.: Vermächtnis der Zeit)                                                    | Philip José Farmer                                                            |
| 1972       | An Alien Heat (dt.: Die Zeitmenagerie)                                                          | Michael Moorcock                                                              |
| 1973       | Das Königsprojekt                                                                               | Carl Amery                                                                    |
| 1973       | The Man Who Folded Himself (dt.: Zeitmaschinen gehen anders)                                    | David Gerrold                                                                 |
| 1973       | Time Enough for Love (dt.: Die Leben des Lazarus Long)                                          | Robert A. Heinlein                                                            |
| 1973       | Kreuzzug in Jeans                                                                               | Thea Beckman                                                                  |
| 1973       | The Quincunx of Time (dt.: Der Zeitagent)                                                       | James Blish                                                                   |
| 1973       | Le Temps incertain (dt.: Robert Holzachs chronolytische Reisen)                                 | Michel Jeury                                                                  |
| 1974       | Our Children’s Children (dt.: Gefahr aus der Zukunft)                                           | Clifford D. Simak                                                             |
| 1974       | The Hollow Lands (dt.: Das Tiefenland)                                                          | Michael Moorcock                                                              |
| 1975       | Bid Time Return                                                                                 | Richard Matheson                                                              |
| 1975       | Auf nach Golgotha                                                                               | Garry Kilworth                                                                |
| 1976       | The End of All Songs (dt.: Wo die Gesänge enden)                                                | Michael Moorrock                                                              |
| 1976       | An Infinite Summer                                                                              | Christopher Priest                                                            |
| 1976       | The Space Machine                                                                               | Christopher Priest                                                            |
| 1977       | Rotating Cylinders and the Possibility of Global Causality Violation                            | Larry Niven                                                                   |
| 1977       | Time Storm                                                                                      | Gordon R. Dickson                                                             |
| 1978       | Mastodonia (dt.: Mastodonia)                                                                    | Clifford D. Simak                                                             |
| 1979       | Time After Time                                                                                 | Karl Alexander                                                                |
| 1979       | Morlock Night                                                                                   | K. W. Jeter                                                                   |
| 1979       | Roadmarks (dt.: Straße nach überallhin)                                                         | Roger Zelazny                                                                 |
| 1980       | Timescape                                                                                       | Gregory Benford                                                               |
| 1980       | The Final Countdown (dt.: Der letzte Countdown)                                                 | Martin Caidin                                                                 |
| 1980       | Thrice Upon a Time                                                                              | James P. Hogan                                                                |
| 1980       | A Rebel in Time                                                                                 | Harry Harrison                                                                |
| 1980       | Kindred                                                                                         | Octavia Butler                                                                |
| 1980       | Das Restaurant am Ende des Universums                                                           | Douglas Adams                                                                 |
| 1981       | The Many-Colored Land (dt.: Das vielfarbene Land; Band 1 der Serie Saga of the Pliocene Exile)  | Julian May                                                                    |
| 1981       | Der letzte Tag der Schöpfung                                                                    | Wolfgang Jeschke                                                              |
| 1982       | Das Leben, das Universum und der ganze Rest                                                     | Douglas Adams                                                                 |
| 1983       | Briefe in die chinesische Vergangenheit                                                         | Herbert Rosendorfer                                                           |
| 1983       | Millennium                                                                                      | John Varley                                                                   |
| 1983       | The Anubis Gates (dt.: Die Tore zu Anubis Reich)                                                | Tim Powers                                                                    |
| 1983       | Die ersten Zeitreisen                                                                           | Reinhard Heinrich, Erik Simon                                                 |
| 1984–2012  | Caballo de Troya (Buchreihe)                                                                    | Juan José Benítez                                                             |
| 1984       | The Toynbee Convector                                                                           | Ray Bradbury                                                                  |
| 1984       | Die letzte Zeitmaschine                                                                         | Clark Darlton                                                                 |
| 1985       | The Proteus Operation                                                                           | James P. Hogan                                                                |
| 1985       | Star Trek: Ishmael                                                                              | Barbara Hambly                                                                |
| 1985       | The Nick of Time (dt.: Zeitknick)                                                               | George Alec Effinger                                                          |
| 1986       | Aquiliade                                                                                       | S. P. Somtow                                                                  |
| 1987       | Sphere – Die Gedanken des Bösen                                                                 | Michael Crichton                                                              |
| 1987       | A Tale of Time City                                                                             | Diana Wynne Jones                                                             |
| 1988       | Replay – Das zweite Spiel                                                                       | Ken Grimwood                                                                  |
| 1988       | Lightning                                                                                       | Dean Koontz                                                                   |
| 1988       | The Devil’s Arithmetic                                                                          | Jane Yolen                                                                    |
| 1989       | Hyperion                                                                                        | Dan Simmons                                                                   |
| 1989       | Im Garten der sieben Dämmerungen                                                                | Miquel de Palol                                                               |
| 1990       | Langoliers                                                                                      | Stephen King                                                                  |
| 1990       | The Shield of Time                                                                              | Poul Anderson                                                                 |
| 1991       | The Great Work of Time (dt.: Das große Werk der Zeit)                                           | John Crowley                                                                  |
| 1991       | A Bridge of Years (dt.: Chronos)                                                                | Robert Charles Wilson                                                         |
| 1991–      | Feuer und Stein (erster Band der Outlander-Serie)                                               | Diana Gabaldon                                                                |
| 1992       | The Guns of the South                                                                           | Harry Turtledove                                                              |
| 1992       | Doomsday Book (dt.: Die Jahre des Schwarzen Todes)                                              | Connie Willis                                                                 |
| 1992       | Timelike Infinity (dt.: Das Geflecht der Unendlichkeit)                                         | Stephen Baxter                                                                |
| 1993       | The Cross-Time Engineer                                                                         | Leo Frankowski                                                                |
| 1993       | Overtime (dt.: Wenn die Zeit aber nun ein Loch hat ...)                                         | Tom Holt                                                                      |
| 1994       | Another Story OR A Fisherman of the Inland Sea                                                  | Ursula K. LeGuin                                                              |
| 1995       | The Hundred-Light-Year-Diary                                                                    | Greg Egan                                                                     |
| 1995       | From Time to Time                                                                               | Jack Finney                                                                   |
| 1995       | The Time Ships                                                                                  | Stephen Baxter                                                                |
| 1995       | Twelve Monkeys                                                                                  | Elizabeth Hand                                                                |
| 1996       | Das Ölschieferskelett                                                                           | Bernhard Kegel                                                                |
| 1996       | Timequake                                                                                       | Kurt Vonnegut                                                                 |
| 1996       | Pastwatch: The Redemption of Christopher Columbus                                               | Orson Scott Card                                                              |
| 1996       | Animorphs                                                                                       | K. A. Applegate                                                               |
| 1997       | In the Garden of Iden                                                                           | Kage Baker                                                                    |
| 1997       | Geschichte machen                                                                               | Stephen Fry                                                                   |
| 1997       | To Say Nothing of the Dog (dt.: Die Farben der Zeit)                                            | Connie Willis                                                                 |
| 1997       | Corrupting Dr. Nice                                                                             | John Kessel                                                                   |
| 1998       | Das Jesus Video                                                                                 | Andreas Eschbach                                                              |
| 1998       | The Transall Saga                                                                               | Gary Paulsen                                                                  |
| 1998       | Die Schönheit jener fernen Stadt                                                                | Ronald Wright                                                                 |
| 1998       | Island in the Sea of Time                                                                       | S. M. Stirling                                                                |
| 1998       | The Sterkarm Handshake                                                                          | Susan Price                                                                   |
| 1999       | King of Shadows                                                                                 | Susan Cooper                                                                  |
| 1999       | FlashForward                                                                                    | Robert J. Sawyer                                                              |
| 1999       | Timeline                                                                                        | Michael Crichton                                                              |
| 1999       | Harry Potter und der Gefangene von Askaban                                                      | J. K. Rowling                                                                 |
| 2000       | The Light of Other Days                                                                         | Arthur C. Clarke, Stephen Baxter                                              |
| 2000       | 1632                                                                                            | Eric Flint                                                                    |
| 2001       | The Chronoliths                                                                                 | Robert Charles Wilson                                                         |
| 2001       | Der Zeitdieb                                                                                    | Terry Pratchett                                                               |
| 2002       | Bones of the Earth                                                                              | Michael Swanwick                                                              |
| 2002       | Night Watch                                                                                     | Terry Pratchett                                                               |
| 2002       | Counting Up, Counting Down                                                                      | Harry Turtledove                                                              |
| 2002       | Kaleidoscope Century                                                                            | John Barnes                                                                   |
| 2002       | The Eyre Affair                                                                                 | Jasper Fforde                                                                 |
| 2003       | Suzumiya Haruhi no Yūutsu                                                                       | Nagaru Tanigawa                                                               |
| 2003       | Die Frau des Zeitreisenden                                                                      | Audrey Niffenegger                                                            |
| 2004       | Cowl (dt.: Die Zeitbestie)                                                                      | Neal Asher                                                                    |
| 2004       | Axis of Time                                                                                    | John Birmingham                                                               |
| 2004       | L’Éclat de Dieu                                                                                 | Romain Sardou                                                                 |
| 2004       | All You Need Is Kill                                                                            | Hiroshi Sakurazaka                                                            |
| 2004–2005  | Warcraft: War of the Ancients Trilogy                                                           | Richard A. Knaak                                                              |
| 2005       | Mammoth                                                                                         | John Varley                                                                   |
| 2005       | 42                                                                                              | Thomas Lehr                                                                   |
| 2005       | Das Cusanus-Spiel                                                                               | Wolfgang Jeschke                                                              |
| 2005–2016  | Die Zeitdetektive                                                                               | Fabian Lenk                                                                   |
| 2006       | The Plot to Save Socrates                                                                       | Paul Levinson                                                                 |
| 2006       | Artemis Fowl: The Lost Colony                                                                   | Eoin Colfer                                                                   |
| 2006       | Der Funke des Chronos                                                                           | Thomas Finn                                                                   |
| 2007       | Rant: An Oral Biography of Buster Casey                                                         | Chuck Palahniuk                                                               |
| 2007       | The Accidental Time Machine                                                                     | Joe Haldeman                                                                  |
| 2008       | Artemis Fowl: The Time Paradox                                                                  | Eoin Colfer                                                                   |
| 2008       | Found                                                                                           | Margaret Peterson Haddix                                                      |
| 2008       | El mapa del tiempo (dt.: Die Landkarte der Zeit)                                                | Félix J. Palma                                                                |
| 2009       | Herr Mozart wacht auf                                                                           | Eva Baronsky                                                                  |
| 2009       | Sent                                                                                            | Margaret Peterson Haddix                                                      |
| 2009       | Time Travelers Never Die (dt.: Zeitreisende sterben nie)                                        | Jack McDevitt                                                                 |
| 2009       | The Breach (dt.: Die Pforte)                                                                    | Patrick Lee                                                                   |
| 2009       | Rubinrot (siehe Liebe geht durch alle Zeiten)                                                   | Kerstin Gier                                                                  |
| 2010       | Saphirblau (siehe Liebe geht durch alle Zeiten)                                                 | Kerstin Gier                                                                  |
| 2010       | Smaragdgrün (siehe Liebe geht durch alle Zeiten)                                                | Kerstin Gier                                                                  |
| 2010       | Sabotaged                                                                                       | Margaret Peterson Haddix                                                      |
| 2010       | Blackout / All Clear (dt.: Dunkelheit / Licht)                                                  | Connie Willis                                                                 |
| 2010       | How to Live Safely in a Science Fictional Universe                                              | Charles Yu                                                                    |
| 2010       | The Strange Affair of Spring Heeled Jack (dt.: Der kuriose Fall des Spring Heeled Jack)         | Mark Hodder                                                                   |
| 2011       | Der Anschlag                                                                                    | Stephen King                                                                  |
| 2011       | Ghost Country (dt.: Dystopia)                                                                   | Patrick Lee                                                                   |
| 2011       | Expedition to the Mountains of the Moon (dt.: Auf der Suche nach dem Auge von Naga)             | Mark Hodder                                                                   |
| 2012       | Deep Sky (dt.: Das Labyrinth der Zeit)                                                          | Patrick Lee                                                                   |
| 2012       | Amber House                                                                                     | Kelly Moore, Tucker Reed, Larkin Reed                                         |
| 2012       | Riddle of the Red Bible                                                                         | K. T. Jae                                                                     |
| 2012       | Time Travellers: Mit Trans-Time-Net durch die Zeit                                              | Margret Schwekendiek                                                          |
| 2013       | Captain Underpants and the Revolting Revenge of the Radioactive Robo-Boxers                     | Dav Pilkey                                                                    |
| 2013       | Life after Life                                                                                 | Kate Atkinson                                                                 |
| 2013       | Timebound (dt.: Im Wirbel der Zeit)                                                             | Rysa Walker                                                                   |
| 2013       | The Shining Girls (dt.: Shining Girls)                                                          | Lauren Beukes                                                                 |
| 2013–2022  | Die Chroniken von St. Mary’s                                                                    | Jodi Taylor                                                                   |
| 2014       | Der Jesus-Deal                                                                                  | Andreas Eschbach                                                              |
| 2014       | Neverwas                                                                                        | Kelly Moore, Tucker Reed, Larkin Reed                                         |
| 2014       | Zeitriss, Band 2800 der Serie Perry Rhodan, Beginn eines mit Zeitreisethemen spielenden Zyklus. | Michelle Stern                                                                |
| 2014       | Zeitfuge (Hollow World)                                                                         | Michael J. Sullivan                                                           |
| 2014       | Die vielen Leben des Harry August                                                               | Claire North                                                                  |
| 2014       | Der Temporatanwalt                                                                              | Ralf Boldt                                                                    |
| 2015       | Time Salvager (dt.: Zeitkurier)                                                                 | Wesley Chu                                                                    |
| 2016       | Loop City, oder: Die Stadt der untergehenden Sonne                                              | Travis Elling/Pagan Eosen                                                     |
| 2016       | Die verlorene Zeit                                                                              | Axel Ertelt                                                                   |
| 2017       | Die beste meiner Welten                                                                         | Elan Mastai                                                                   |
| 2017       | Die Zeitagenten                                                                                 | Joachim Sohn                                                                  |
| 2017       | Oculus – Das Ende der Zeit                                                                      | Wolfgang Hohlbein                                                             |
| 2017       | The Last Magician (dt.: Der letzte Magier von Manhattan)                                        | Lisa Maxwell                                                                  |
| 2017       | The Rise and Fall of D.O.D.O. (dt.: Der Aufstieg und Fall des D.O.D.O.)                         | Neal Stephenson                                                               |
| 2018       | The Psychology of Time Travel                                                                   | Kate Mascarenhas                                                              |
| 2018       | Elf künftige Zeiten. Phantastische Geschichten                                                  | Carlos Suchowolski                                                            |
| 2019       | Kryonium. Die Experimente der Erinnerung                                                        | Matthias A. K. Zimmermann                                                     |
| 2019       | Zeitreisen sind verboten und außerdem furchtbar kompliziert                                     | Boris Maggioni                                                                |
| 2019       | This ist How You Lose the Time War (dt.: Verlorene der Zeiten)                                  | Amal El-Mohtar / Max Gladstone                                                |
| 2020       | Als wir verloren waren: Erste Nornenzeit                                                        | Rena Koopmann                                                                 |
| 2020       | Als wir vergessen waren: Zweite Nornenzeit                                                      | Rena Koopmann                                                                 |
| 2020       | Joseph – Das fremde Ich                                                                         | Arnold Cohen                                                                  |
| 2020       | Das Register                                                                                    | Marcel Mellor                                                                 |
| 2021       | Als wir vereint waren: Dritte Nornenzeit                                                        | Rena Koopmann                                                                 |
| 2021       | Von Zeit zu Zeit                                                                                | Hans Jürgen Kugler                                                            |
| 2021       | Paradox Hotel                                                                                   | Rob Hart                                                                      |
| 2021       | Zeitreisen gehen anders                                                                         | Axel Kruse                                                                    |
| 2021       | Humbug über Xenosol                                                                             | Tino Falke                                                                    |
| 2022       | Als wir verbannt waren: Vierte Nornenzeit                                                       | Rena Koopmann                                                                 |
| 2022       | Zeittrips gehen anders                                                                          | Axel Kruse                                                                    |
| 2022       | Sea of Tranquility (dt.: Das Meer der endlosen Ruhe)                                            | Emily St. John Mandel                                                         |
| 2022       | Wrong Place Wrong Time (dt.: Going Back – Wo fing das Böse an?)                                 | Gillian McAllister                                                            |
| 2023       | Knochensuppe: Der Mörder aus der Zukunft                                                        | Youngtak Kim                                                                  |
| 2023       | Nachrichten an die Zukunft                                                                      | Carsten Rabe                                                                  |
| 2023       | Zeitsprünge gehen anders                                                                        | Axel Kruse                                                                    |
| 2023       | Die Zukunft in meiner Hand                                                                      | Andreas Z. Simon                                                              |
| 2024       | Der ehemalige Tote                                                                              | Corinna Blum                                                                  |